# Vulcano ed Eolo maestri dell'umanità

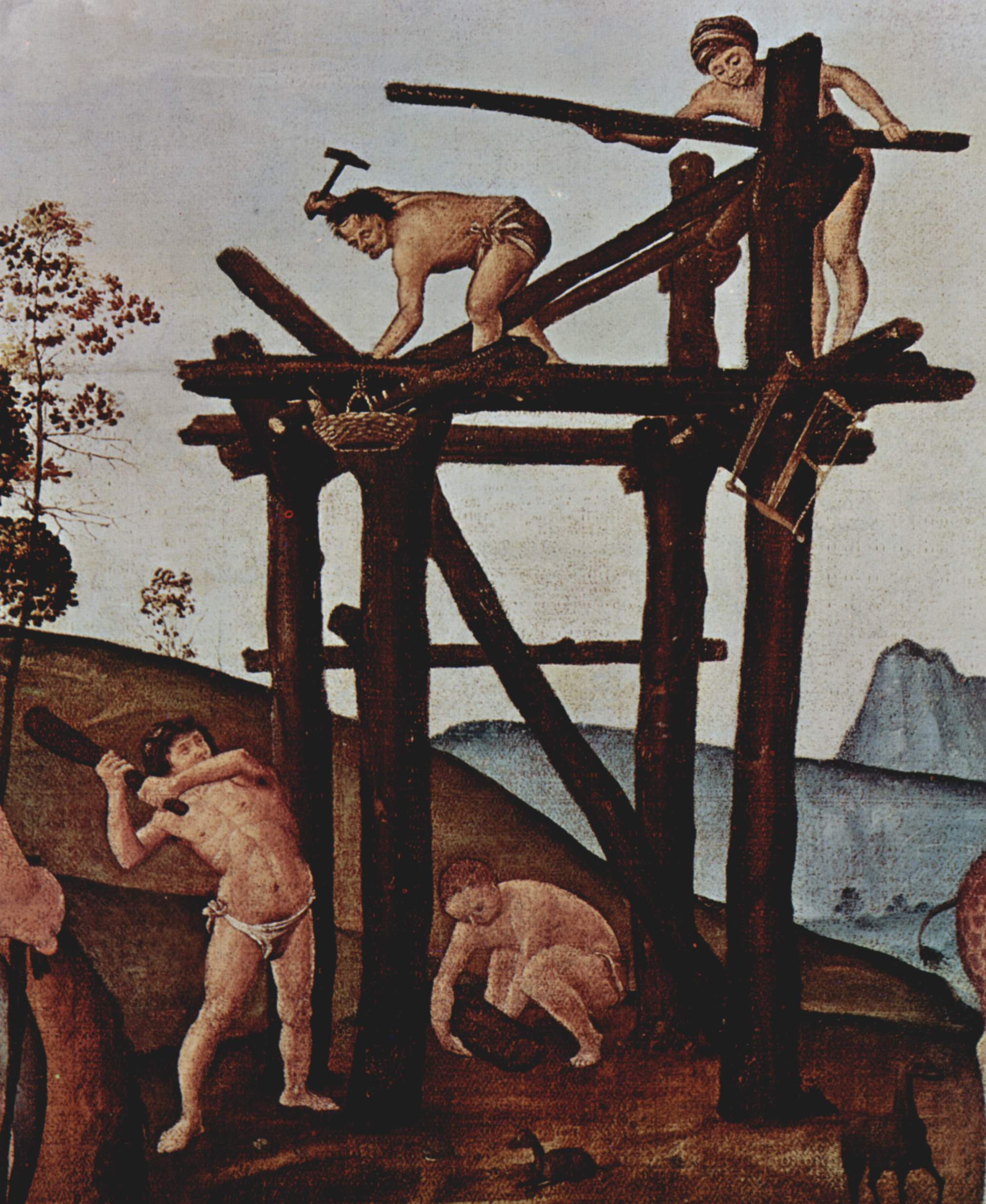
Dettaglio

Il Vulcano ed Eolo maestri dell'umanità è un dipinto a olio su tela (155,5x166,4 cm) di Piero di Cosimo, databile al 1500-1505 circa e conservato nel National Gallery of Canada di Ottawa. Fa parte della serie delle Storie dell'umanità primitiva.

## Storia
Il pannello viene di solito identificato con quelli che decoravano una stanza di Palazzo Del Pugliese a Firenze, visti e descritti dal Vasari. Panofski, notando le affinità con il tema del fuoco e della civilizzazione dell'umanità, fu il primo ad associare questo grande pannello e quello di misure simili nel Wadsworth Atheneum di Hartford (Ritrovamento di Vulcano) con le tre spalliere di New York ed Oxford. Può darsi che le tavole stessero in stanze diverse o che fossero inserite in una boiserie ad altezze diverse, anche se la dimensione diversa delle figure farebbe pensare a cicli diversi.
Le due opere si trovavano a Firenze almeno fino al 1861, quando vennero acquistate da William Blundell Pence, i cui eredi le immisero sul mercato antiquario. L'opera si trova nel museo canadese dal 1937.

## Descrizione e stile
La fonte principale della scena è la Genealogia deorum gentilium di Boccaccio (XII, 70), stampata a Venezia nel 1472 e poi diffusa attraverso edizioni successive.
La scena mostra Vulcano ormai adulto che ha insegnato agli uomini l'uso del fuoco, per ringraziarli del suo salvataggio quando da fanciullo era stato cacciato dall'Olimpo. Lo assiste con un soffietto Eolo, dio del vento, e i due sono raffigurati in una primitiva fucina dove insegnano agli uomini a forgiare i mtealli. In particolare stanno creando un ferro di cavallo, che un cavaliere guarda con grande interesse dal centro della scena. La sua presenza sta a ricordare che in quella fase del progresso gli uomini avevano già imparato ad addomesticare gli animali.
Il resto del dipinto mostra uomini e donne in un paesaggio colti in una varietà di pose. Spicca il gruppo di carpentieri a destra che sta costruendo una capanna con martelli ed altri strumenti che prevedono parti in metallo, simbolo della civilizzazione che sta avanzando. Il nucleo familiare allude alla rinuncia all'unione barbara con gli animali, che nelle altre tavole della serie dava origine a figure mostruose, mentre l'uomo in primo piano che dorme accovacciato starebbe a simboleggiare l'ora allo spuntare dell'alba, che alluderebbe al nascere degli albori della civiltà.
Il paesaggio è ricco di valori atmosferici e mostra una precisa cura del dettaglio, popolato da numerosi animali, tra cui spicca, a destra, una giraffa, ricordo della giraffa Medici che per un po' aveva vissuto a Firenze.